# جامعة نوتنغهام

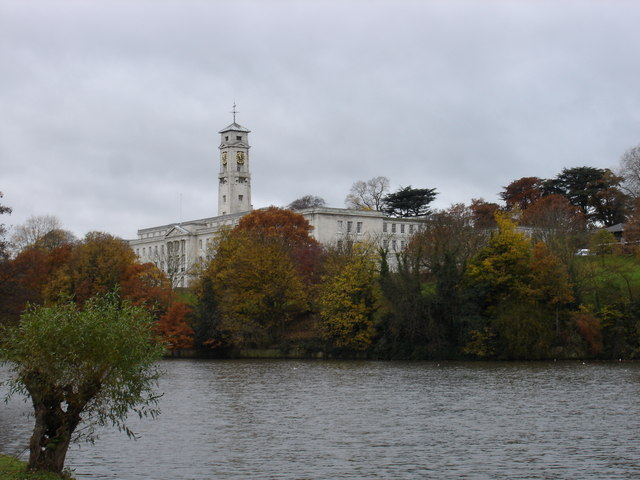
مبنى ترينت

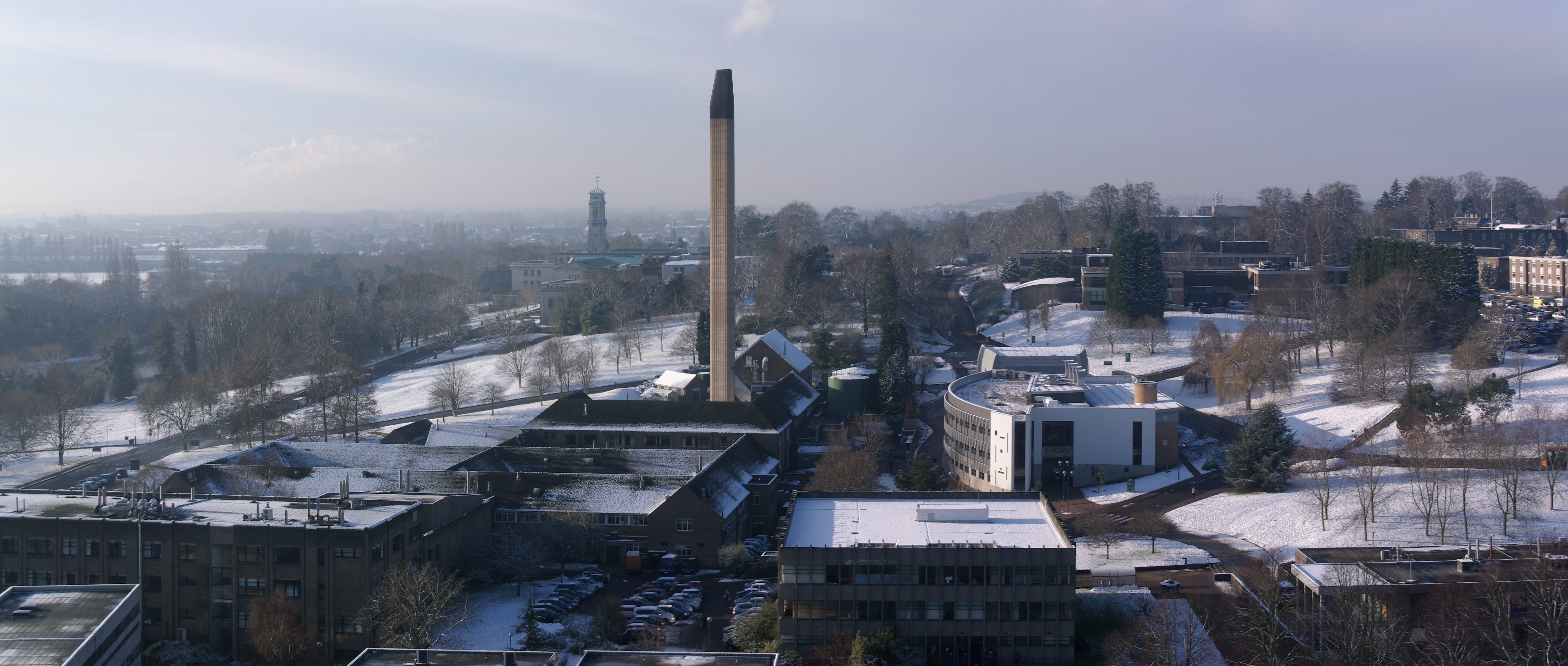
الحديقة الجامعية والمدينة العلمية

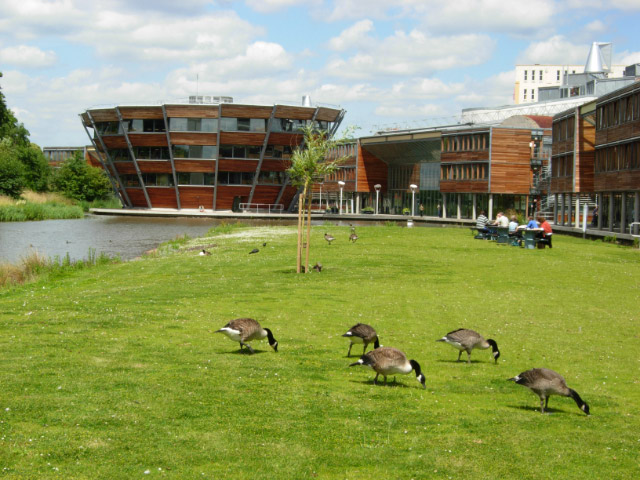
«حرم اليوبيل»

جامعة نوتنغهام (بالإنجليزية: University of Nottingham)‏ هي جامعة بحثية إنجليزية عامة في مدينة نوتنغهام الإنجليزية. صدر الميثاق الملكي بإنشائها سنة 1948، غير أنها في الواقع خرجت من رحم مؤسسة تعليمية أقدم، هي الكلية الجامعية بنوتنغهام (بالإنجليزية: University College, Nottingham)‏، التي أنشئت سنة 1881. توسعت جامعة نوتنغهام مؤخرًا وافتتحت فروعًا لها في كل من نينغبو بالصين وكوالالمبور بماليزيا، وهو ما جعل جريدة التايمز تصفها بأنها «الجامعة العالمية الحقيقية الوحيدة في بريطانيا».
جامعة نوتنغهام هي عضو بكل من مجموعة راسل ورابطة جامعات الكومنولث ورابطة الجامعات الأوروبية.